# Pickaway County
Pickaway County är ett administrativt område i Ohio, med 55 698 invånare. Den administrativa huvudorten (county seat) är Circleville.

## Geografi
Enligt United States Census Bureau har countyt en total area på 1 313 km². 1 300 km² av den arean är land och 13 km² är vatten.      

### Angränsande countyn
- Franklin County - norr
- Fairfield County - öst
- Hocking County - sydost
- Ross County - söder
- Fayette County - sydväst
- Madison County - nordväst